# Leptodactylus syphax
Leptodactylus syphax es una especie de ránido de la familia Leptodactylidae.

## Distribución geográfica
Se encuentra en Bolivia, Brasil y Paraguay.

## Estado de conservación
Se encuentra amenazada de extinción por la pérdida de su hábitat natural.